# Лангвајлер (Лаутерекен)
Лангвајлер (њем. Langweiler) општина је у њемачкој савезној држави Рајна-Палатинат. Једно је од 98 општинских средишта округа Кузел. Према процјени из 2010. у општини је живјело 272 становника. Посједује регионалну шифру (AGS) 7336057.

## Географски и демографски подаци
Лангвајлер се налази у савезној држави Рајна-Палатинат у округу Кузел. Општина се налази на надморској висини од 288 метара. Површина општине износи 4,2 km². У самом мјесту је, према процјени из 2010. године, живјело 272 становника. Просјечна густина становништва износи 65 становника/km².